# Agogi
Agogi, državni sistem odgoja djece u staroj Sparti koji je započinjao u 7. i trajao do 13. godine. 
Djecu, i dječake i djevojčice, od dadilja bi odvajali u sedmoj godini života nakon čega njihovi životi pripadaju državi. Vježbe koje su imali, poglavito fizičke, radili su goli, a nadgledali su ih državni službenici agonomi. Nakon što bi napunili 13 godina slali su ih na preživljavanje u prirodu, da bi s dvadesetom godinom pristupali u vojnu službu. 
Spartanski mladići ἔφηβοι, podvrgavali su se i surovim bičevanjima u obredu διαμαστίγωσις (diamastigosis), u svetištu Artemis Orthia (Pauzajije. iii. 16. 6). u čast božice Artemide.